# Benjamin Elbel
Benjamin Elbel (Friedberg, Baviera, 1690 - Söflingen, 1756) foi um franciscano e teólogo moralista católico alemão.
Pertencia à Província Franciscana de Estrasburgo, era professor de teologia e alcançou elevadas posições na ordem. Elbel defendia o Probabilismo. Aplicava princípios abstratos aos casos notavelmente práticos, e sua abordagem provou ser influente.

## Obras
Sua principal obra "Theologia moralis decalogalis et sacramentalis" (Veneza, 1731), recebeu rapidamente várias edições. Uma nova edição foi preparada por Irenaeus Bierbaum, O.F.M., sob o título de  "Theologia moralis per modum conferentiarum auctore clarissime P. Benjamin Elbel" (3 vols., Paderborn, 1891–92).